# Lethal Company
A Lethal Company egy 2023-as kooperatív túlélőhorror videójáték, melyet Zeekerss fejlesztett és adott ki Windowsra.

## Játékmenet
A Lethal Company egy kooperatív, belső nézetes videojáték, amelyet legfeljebb négy játékos játszhat együtt. A játék egy retro-futurisztikus világban játszódik, ahol a játékosok a „The Company” nevű vállalat szerződéses alkalmazottaiként dolgoznak. A játékban kommunikálhatnak egymással közelségi hang- és szövegcsevegésen keresztül. Feladatuk, hogy elhagyatott holdakat látogassanak meg, és minél több fémhulladékot (scrap) gyűjtsenek össze. Minden holdon található egy létesítmény, amely véletlenszerűen generált helyiségeket, értékes hulladékokat, veszélyes csapdákat és ellenséges lényeket rejt. A játékosoknak gyorsan kell dolgozniuk, és még éjfél előtt vissza kell térniük az űrhajóra – különben az automata pilóta elhagyja őket. Ha az űrhajón egyetlen élő játékos sincs induláskor, az összes begyűjtött hulladék elveszik. A megszerzett hulladékot a 71-Gordion nevű cégbázison lehet eladni, hogy „Company credit”-et szerezzenek. Minden határidő végén, ha a játékosok elegendő hulladékot adnak el ahhoz, hogy elérjék az előírt kvótát, újabb háromnapos ciklus kezdődik, egyre magasabb elvárt profittal. Ha nem sikerül teljesíteni a kvótát, a játékosokat kidobják az űrbe – ez a játék végét jelenti. A játékosok egyszerre legfeljebb négy tárgyat vihetnek magukkal, ezek közül egy lehet olyan, amely mindkét kezet igénybe veszi. A kétkezes hulladéktárgyak általában a legértékesebbek, azonban akadályozzák bizonyos műveletek végrehajtását – például nem lehet közben létrát mászni vagy további tárgyakat felvenni. Minden hordozható felszerelés (például zseblámpák vagy adó-vevők) és minden darab hulladék egy szabad tárgyhelyet foglal el. A játékosok az űrhajó fedélzeti számítógépét használhatják arra, hogy navigáljanak a különböző holdakra, valamint hogy a megszerzett „Company credit”-ből új felszereléseket vásároljanak – akár vicces, dekoratív hajóbelső-kiegészítőket is. A terminál ezenkívül képes megjeleníteni a többi játékos helyzetét, kinyitni biztonsági ajtókat, illetve ideiglenesen hatástalanítani a létesítményen belüli aknákat és automata ágyúkat. A játék összesen tizenkét játszható holdat kínál, beleértve a Company holdját is, ahol a begyűjtött hulladékot el lehet adni. A holdak különböznek egymástól abban, hogy milyen és hányféle szörny jelenik meg rajtuk, valamint abban is, hogy mennyi és milyen értékű hulladék található. A legveszélyesebb, ugyanakkor legjövedelmezőbb holdak eléréséhez a játékosoknak kreditet kell költeniük. A holdakon véletlenszerűen előfordulhatnak veszélyes időjárási jelenségek vagy környezeti akadályok, mint például köd, futóhomok, villámviharok, áradások vagy napfogyatkozás, amelyek jelentősen megnehezítik a játékosok előrehaladását. A játék során a játékosok számos különféle lénnyel találkozhatnak felfedezés közben. A legtöbb szörny a holdak létesítményein belül bukkan fel, de néhány a kültéren is megjelenhet. Az entitások többsége ellenséges a játékosokkal szemben, azonban akadnak olyan lények is – mint a Spore Lizard és a Hoarding Bug –, amelyek alapvetően passzívak, amíg fel nem bosszantják őket. A játék szörnyei között szerepel például a Thumper, egy kétlábú, nagy sebességgel közlekedő bestia, amely azonban nehezen veszi be az éles kanyarokat. A Bracken egy humanoid lény, amely lopakodva követi az áldozatát, majd hirtelen eltöri a nyakát – de ha észreveszik, elfut. Az egyik legveszélyesebb ellenség a Jester, egy hatalmas jack-in-the-box szerű lény, amely elsőre ártalmatlannak tűnik, és csak akkor válik veszélyessé, ha meglát egy játékost. Ilyenkor követni kezdi őt, majd megáll és elkezdi tekerni a saját kurbliját. Amikor „felpattan”, minden játékost halálra vadászik a létesítményben.

## Fejlesztés
Zeekerss korábban a Roblox játékkészítő platformon fejlesztett játékokat. A Lethal Company 2023. október 23-án jelent meg korai hozzáférésben Microsoft Windows platformra. 2023 novemberében Zeekerss elmondta, hogy tervei szerint hat hónapon belül szeretné befejezni a játékot. Azt is kifejezte, hogy a jövőbeni tartalmi frissítésekkel olyan érzést szeretne kelteni, mintha a játékosok betörnének egy „idegen állatkertbe”, és szabadjára engednék az összes lényt.

## Fogadtatás
A Lethal Company kiemelkedő elismerést kapott a Steam online áruházban: vezette a platform globális toplistáját, és 2023 novemberében elérte a 100 000 egyidejű játékost.

## Díjak, elismerések
| Év   | Díj                          | Kategória                       | Eredmények |
| ---- | ---------------------------- | ------------------------------- | ---------- |
| 2024 | Golden Joystick Awards       | Legjobb korai hozzáférésű játék | Elnyerte   |
| 2024 | The Steam Awards             | Barátokkal jobb                 | Elnyerte   |
| 2024 | The Steam Awards             | Az év játéka                    | Jelölve    |
| 2024 | British Academy Games Awards | EE játékosok év játéka          | Jelölve    |
| 2024 | The Streamer Awards          | Az év stream játéka             | Elnyerte   |
| 2024 | The Vtuber Awards            | Az év stream játéka             | Elnyerte   |

## Fordítás
Ez a szócikk részben vagy egészben  a   Lethal Company című angol Wikipédia-szócikk ezen változatának fordításán alapul.  Az eredeti cikk szerkesztőit annak laptörténete sorolja fel. Ez a jelzés csupán a megfogalmazás eredetét és a szerzői jogokat jelzi, nem szolgál a cikkben szereplő információk forrásmegjelöléseként.